# Paltamo
Paltamo (Paldamo in svedese) è un comune finlandese di 3100 abitanti, situato nella regione del Kainuu.